# Biały Potok (rejon czortkowski)
Biały Potok (ukr. Білий Потік) – wieś na Ukrainie, w rejonie czortkowskim obwodu tarnopolskiego, w hromadzie Białobożnica.
W 1448 roku wieś (wówczas w powiecie trembowelskim) została nabyta przez Michała Mużyłłę Buczackiego herbu Abdank od Skarbka z Woźnik.
W okresie II Rzeczypospolitej wieś wchodziła w skład powiatu czortkowskiego w województwie tarnopolskim. W 1931 liczyła 865 mieszkańców, z których ponad 90% było Polakami. W latach 1941–1947 nacjonaliści ukraińscy z OUN-UPA zamordowali 25 Polaków.